# Melvin Zais

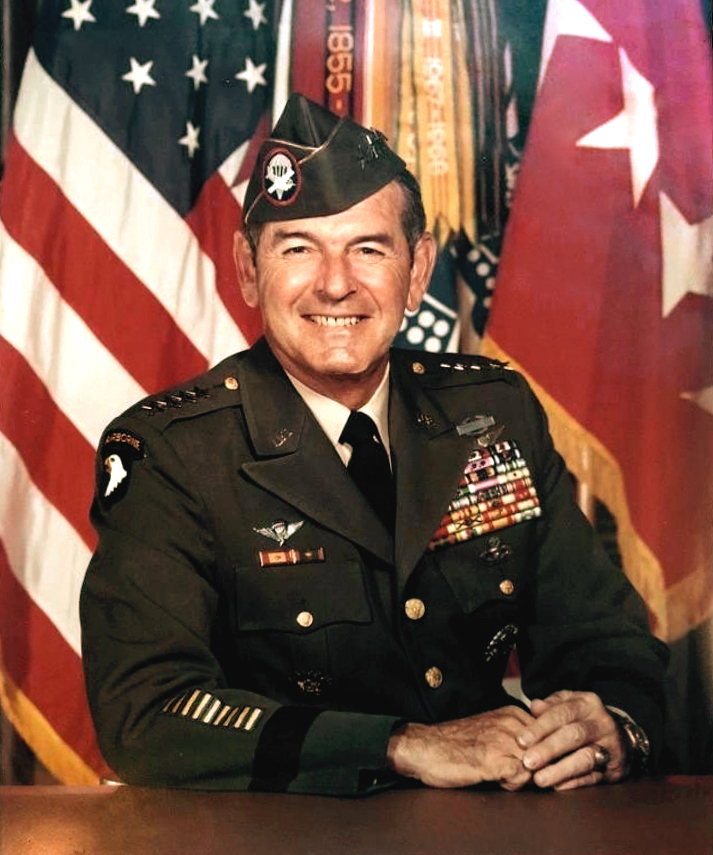
Melvin Zais

Melvin Zais (* 8. Mai 1916 in Fall River, Massachusetts; † 5. Mai 1981 in Beaufort, South Carolina) war ein US-amerikanischer General der United States Army.

## Leben
Melvin Zais studierte an der University of New Hampshire Politikwissenschaft. Nach erfolgreichem Studienabschluss mit dem Bachelor of Arts begann er 1937 im Rang eines Second Lieutenant seine Militärkarriere bei der US Army Reserve. Nach seiner Grunddienstzeit war er als Lehrperson am Tennessee Military Institute tätig. 1940 wurde er in den aktiven Dienst gerufen und diente auf dem Army-Stützpunkt Fort Benning, Georgia, wo er sich zum neuaufgestellten 501st Parachute Infantry Battalion, dem ersten Fallschirmjägerverband der Vereinigten Staaten, meldete. Kurz darauf – vermutlich infolge der Mobilmachung nach Kriegsausbruch – wurde Zais für Führungsaufgaben ausgewählt und stieg rasch in der Militärhierarchie auf. Er besuchte bis 1943 das Command and General Staff College, das Armed Forces Staff College und das National War College. Anschließend wurde ihm die Aufstellung und Ausbildung des 3. Bataillons des neuen 517th Parachute Infantry Regiment übertragen. Als Bataillonsführer war Zais an der Operation Dragoon in Südfrankreich und an der Abwehr der Ardennenoffensive beteiligt. Gegen Kriegsende wurde er zum Executive Officer des Regiments ernannt, bevor er schließlich als kommandierender Offizier die Heimreise nach Fort Bragg und die dortige Regimentsauflösung leitete.
In der Nachkriegszeit wurde Melvin Zais unter anderem Stabschef der 101. Luftlandedivision sowie als Kommandant der 187th Airborne Infantry Battle Group und war gegen Ende der 1950er-Jahre auch in Deutschland stationiert.
Am 1. Juni 1964 erfolgte die Beförderung zum Brigadegeneral. Von 1964 bis 1966 diente er als stellvertretender Divisionskommandant der 1. Infanteriedivision in Vietnam. Nach seiner Heimkehr übernahm er die Position des stellvertretenden Stabschefs für Personalfragen im Heeresamt in Washington, D.C.; am 1. Mai 1967 wurde er zum Generalmajor ernannt. Im Jahr darauf war er erneut in Vietnam; von Juli 1968 bis Juni 1970 führte Zais dort zuerst als kommandierender General die 101. Luftlandedivision und dann das XXIV. Korps. Unter seinem Oberkommando fand im Mai 1969 im zentralvietnamesischen A-Shau-Tal die Operation Apache Snow statt, die in der verlustreichen Schlacht am Hamburger Hill gipfelte. Trotz des äußerst zweifelhaften Erfolges wurde er am 1. August 1969 zum Generalleutnant befördert.
Nach seiner Rückkehr wurde er zunächst zum Direktor für Operationen (J-3) im Joint Staff ernannt, übernahm dann aber im Juni 1972 das Kommando über die in Fort McPherson stationierte 3. US-Armee. Im Sommer 1973 folgte die Beförderung zum Viersternegeneral und die Übernahme des Kommandos über die NATO-Landstreitkräfte in Südosteuropa (Allied Land Forces South-Eastern Europe  in Izmir innerhalb der Allied Forces Southern Europe).
1975 ging General Zais in den Ruhestand. Er starb bereits 1981 an Krebs und wurde auf dem Nationalfriedhof Arlington bestattet. Mit seiner ersten Frau Marjorie Aileen Emert († 1967) hatte er zwei Söhne, die ebenfalls als Offiziere in der Army dienen, durch Heirat seiner zweiten Frau Patricia V. Light wurde er Vater von zwei Stiefsöhnen.
Als hochrangiger General war Melvin Zais Träger zahlreicher militärischer Orden. Er wurde viermal mit der Distinguished Service Medal ausgezeichnet, zweimal Silver Star, viermal die Legion of Merit, zweimal das Distinguished Flying Cross, die Bronze Star Medal, das Purple Heart, die Joint Service Commendation Medal und zweimal die Army Commendation Medal.